# 上海信息大楼
上海信息大楼（英語：Shanghai Information Building）又叫浦东国际信息港，是一座位于上海浦东的写字楼。

## 历史
2001年建成竣工，位于上海浦东世纪大道211号，由中国电信上海信息世界分公司开发，日建设计设计建造，仲量联行提供物业管理服务。楼高211米，共有40层楼。

## 交通
- 上海轨道交通二号线东昌路站。